# براندون نايت (كرة سلة)
براندون نايت (بالإنجليزية: Brandon Knight)‏ مواليد 2 ديسمبر 1991 في ميامي، هو لاعب كرة سلة أمريكي بدأ مسيرته الاحترافية في سنة 2011 حيث تم اختياره من قبل فريق ديترويت بيستونز خلال الدرافت، يلعب مع فريق فينيكس صنز في الرابطة الوطنية لكرة السلة كلاعب هجوم خلفي ويحمل الرقم 3. يبلغ طوله 6 قدم 3 بوصة (1.9 م).

## فرق لعب لها
- ديترويت بيستونز
- ميلووكي باكز
- فينيكس صنز

## إحصائيات المسيرة

### الموسم الاعتيادي
| السنة   | الفريق          | لعب | بدأ | دقيقة | ميداني% | ثلاثية | حرة  | ارتداد | صنع | استلاب | تصدي | نقطة |
| ------- | --------------- | --- | --- | ----- | ------- | ------ | ---- | ------ | --- | ------ | ---- | ---- |
| 2011–12 | ديترويت بيستونز | 66  | 60  | 32.3  | .415    | .380   | .759 | 3.2    | 3.8 | .7     | .2   | 12.8 |
| 2012–13 | ديترويت بيستونز | 75  | 75  | 31.5  | .407    | .367   | .733 | 3.3    | 4.0 | .8     | .1   | 13.3 |
| 2013–14 | ميلووكي باكز    | 72  | 69  | 33.3  | .422    | .325   | .802 | 3.5    | 4.9 | 1.0    | .2   | 17.9 |
| 2014–15 | ميلووكي باكز    | 52  | 52  | 32.5  | .435    | .409   | .881 | 4.3    | 5.4 | 1.6    | .2   | 17.8 |
| 2014–15 | فينيكس صنز      | 11  | 9   | 31.5  | .357    | .313   | .828 | 2.1    | 4.5 | .5     | .1   | 13.4 |
| 2015–16 | فينيكس صنز      | 52  | 50  | 36.0  | .415    | .342   | .852 | 3.9    | 5.1 | 1.2    | .4   | 19.6 |
| المسيرة |                 | 328 | 315 | 32.9  | .416    | .360   | .806 | 3.5    | 4.6 | 1.0    | .2   | 15.9 |

## روابط خارجية
- براندون نايت على موقع إن بي أي (الإنجليزية)
- براندون نايت على موقع سبورتس رفرنس (الإنجليزية)
- براندون نايت على موقع كرة السلة الأوروبية.كوم (الإنجليزية)
- براندون نايت على موقع إي إس بي إن.كوم (الإنجليزية)
- براندون نايت على موقع كلية كرة السلة في سبورتس رفرنس.كوم (الإنجليزية)
- براندون نايت على موقع ريلجم (الإنجليزية)
- براندون نايت على موقع بروبوليرز (الإنجليزية)
- براندون نايت على موقع سبورتس رفرنس (الإنجليزية)